# Tubo da giardinaggio

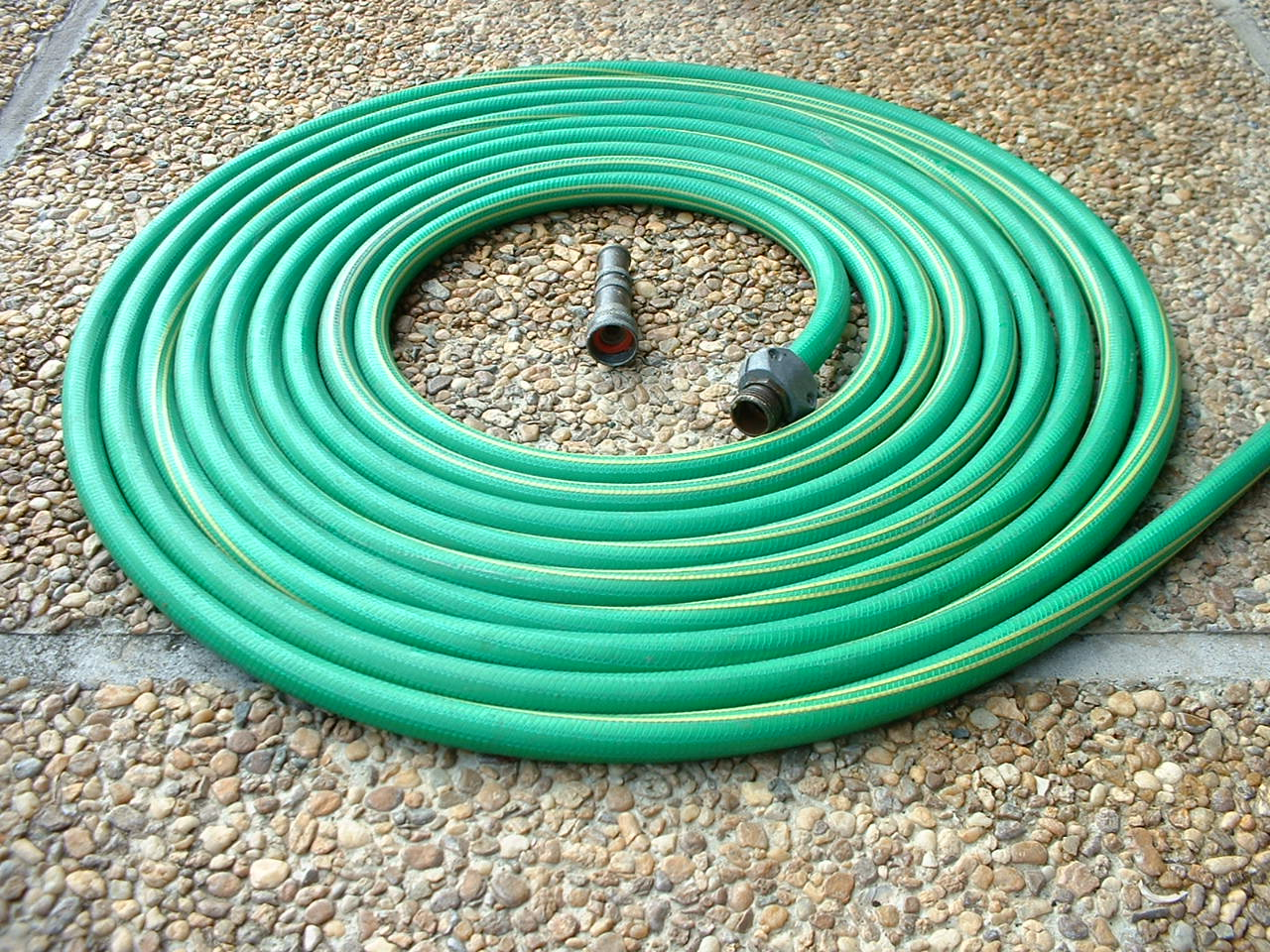
Fig.1-Tubo da giardinaggio

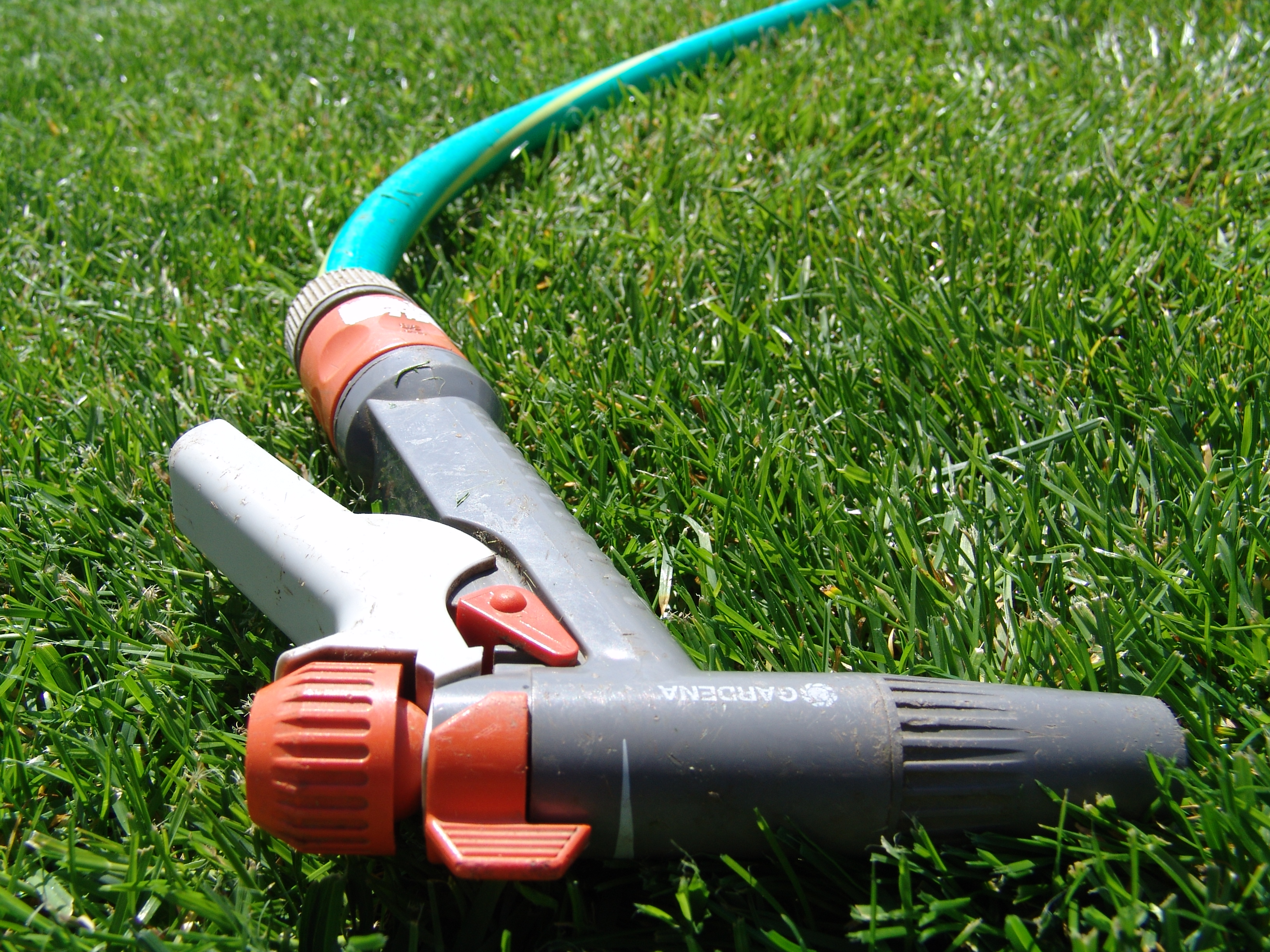
Fig-2-Una pistola a spruzzo

Un tubo da giardinaggio, (Fig.1) è un tubo flessibile usato per trasportare acqua. Esistono in commercio un numero di accessori per le terminazioni dei tubi, come lance o pistole a spruzzo (Fig.2), ovvero irrigatori che si usano per concentrare l'acqua in un punto o distribuirlo su larghe aree. All'altra estremità del tubo da giardinaggio sono usati connettori automatici o filettati per collegare il tubo al rubinetto dell'acqua.
Benché esistano ancora in commercio tubi realizzati in gomma, a partire dagli anni '60 del secolo scorso, questa è stata sostituita da PVC (cloruro di polivinile) per la sua economicità. Per produrre tubi flessibili, il PVC, rigido per sua natura, viene reso flessibile attraverso l'aggiunta di plastificanti.
I tubi in PVC in commercio si dividono in due categorie. Quelli senza rinforzo tessile, in Italia comunemente chiamati antigelo, sono semplici tubi formati da un solo strato di PVC. Una seconda categoria ha un rinforzo tessile all'interno del tubo stesso.

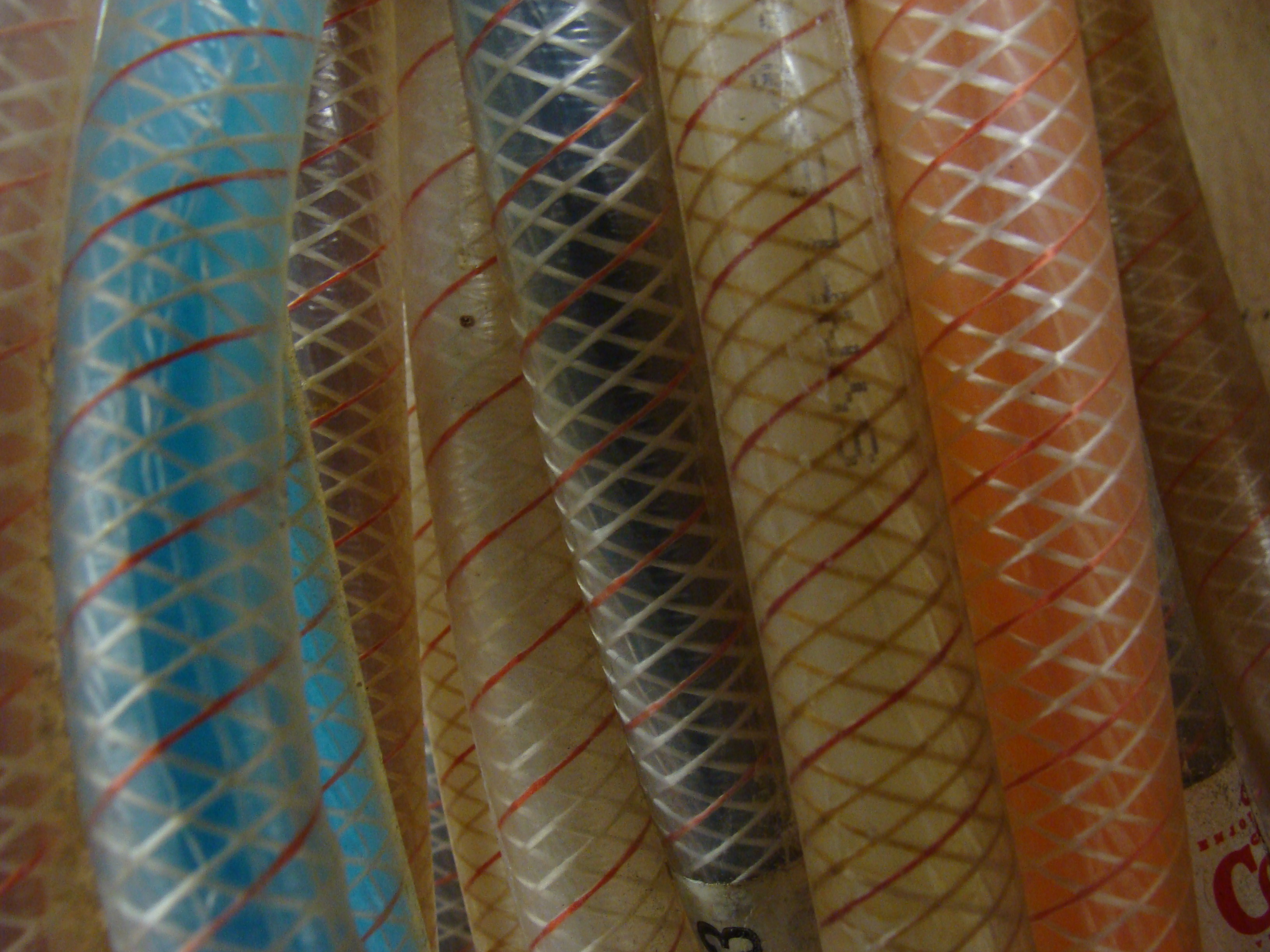
Fig.3-Tubi con rinforzo retinato

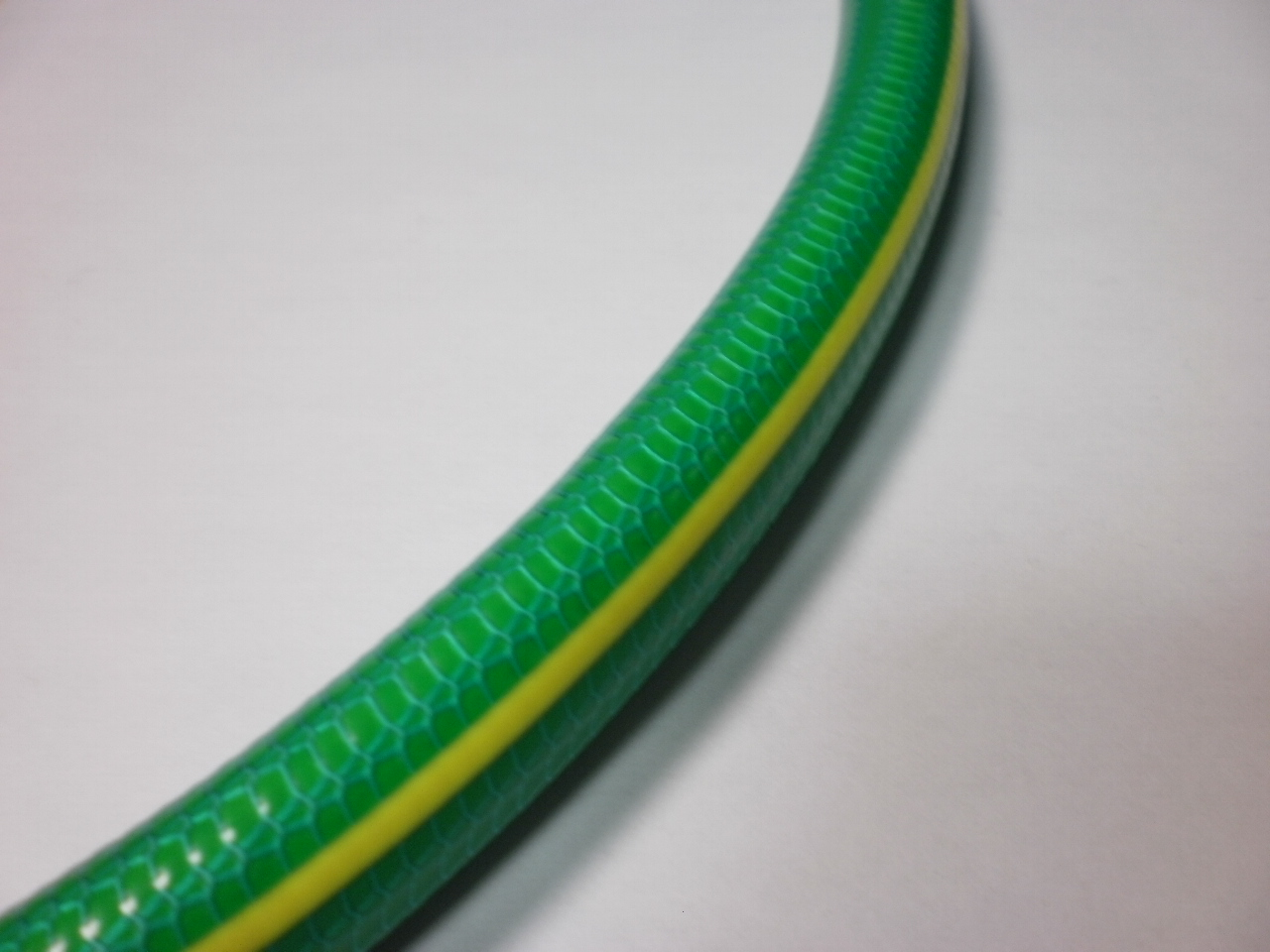
Fig.4-Tubo con rinforzo magliato

Il rinforzo tessile, comunemente in poliestere (ma esistono anche tubi che aggiungono al poliestere fibre più costose, come il kevlar), si divide nei due tipi generici di retinato (Fig.3) e magliato (Fig.4). Nel tubo retinato il rinforzo tessile è formato da due serie di spirali filate in senso opposto intorno all'anima. Nel tubo magliato invece è formato da una maglia a punto tricot tessuta intorno all'anima. Il diverso tipo di rinforzo fornisce caratteristiche diverse. Il retinato offre una maggiore resistenza alla pressione dell'acqua grazie al fatto che le fibre sono sollecitate lungo il loro asse dall'espansione del tubo da questa provocata, ma rende il tubo più rigido. Mentre il magliato offre una maggiore flessibilità e malleabilità, grazie alla leggera capacità espansiva offerta dal punto tricot.

## Metodo di fabbricazione

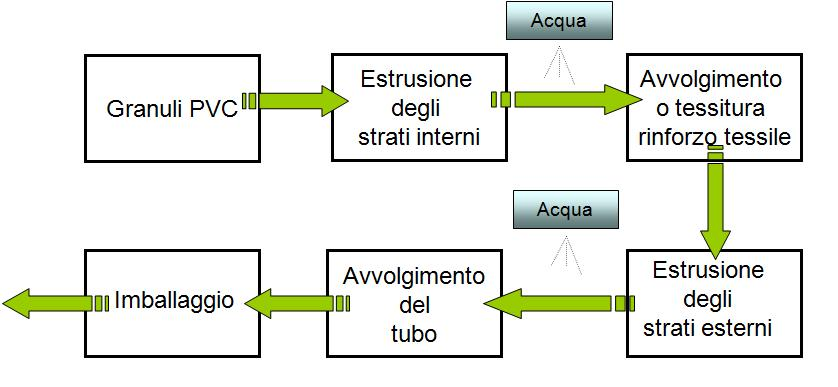
Fig.5-Schema della produzione di un tubo

La fabbricazione del tubo da giardinaggio parte dalla materia prima, solitamente composta da una mescola (polvere) di PVC, additivi e coloranti. Ovvero dalla stessa in forma di granuli o scaglie. La mescola o granuli vengono riscaldati ad una temperatura adeguata a rendere il PVC malleabile; che viene spinto poi da estrusori attraverso una trafila, formando l'anima del tubo. In casi di tubi cosiddetti strutturati, l'anima è composta di più strati coassiali formati da più estrusori attraverso una trafila più complessa.
Dopo la prima estrusione, l'anima viene raffreddata mediante immersione in acqua. Per tubi senza rinforzo tessile la fabbricazione è terminata e si passa all'avvolgimento ed imballaggio.
Per tubi con rinforzo tessile, l'anima a temperatura ambiente passa attraverso la macchina retinatrice o magliatrice, in dipendenza dal tipo di rinforzo. In seguito l'anima ricoperta dal tessile passa attraverso una seconda serie di estrusori, che depositano la copertura del tubo. Segue un nuovo stadio di raffreddamento mediante immersione in acqua, e quindi avvolgimento ed imballaggio.
Durante l'intero processo, all'interno del tubo viene tenuta una leggera pressione d'aria per evitare che si appiattisca anche nelle fasi nelle quali il PVC, caldo, non si sostiene da sé.